# 蘆山飛仙關橋
蘆山飛仙關橋位於四川省雅安市蘆山縣，文物遺址年代判定為1956年。2012年7月16日公佈為四川省文物保護單位。蘆山飛仙關橋建於1951年，東西橫跨青衣江上，連接蘆山和天全縣境，為懸索式鋼索吊橋。該橋為三孔懸吊，結構完好，全長147米，寬4.5米，索塔為鋼筋混凝土門式框架，高29.01米，流動式索鞍，策略式錨鏈。設計載重為15噸，單向通行。橋柱橫額上有西南軍政委員會主席劉伯承題寫的橋名“飛仙關橋”，字體蒼勁有力。西岸塔柱有十八軍政委譚冠三題寫的植聯“發揮天才發揮力量戰勝困難創造人民幸福，一面進軍一面建設解放西藏鞏固西南國防”。東岸塔柱上有西康省主席廖志高題寫的植聯“勞動創造世界飛仙天險何難克服，革命帶來幸福閉塞邊區從此繁榮”。橋西岸天會境內有三層六面確樓一座（橋東有一確樓在90年代拆除），每面長4.6米，厚0.7米，石頭20層，總商8.8米，共有3個半圓形哨亭。1972年政府在橋下游約200米處修建石拱橋，交通改造，飛仙關鋼索橋廢棄封閉至今。蘆山飛仙關橋對研究進軍及解放西藏具有重要的價值。